# Moses Chavula
Moses Chavula (8 agosto 1985) è un ex calciatore malawiano, di ruolo difensore.

## Palmarès

### Club

#### Competizioni nazionali
- Campionato malawiano: 1

MTL Wanderers: 2006
- Coppa del Malawi: 3

MTL Wanderers: 2005, 2012, 2013